# Txiki Begiristain

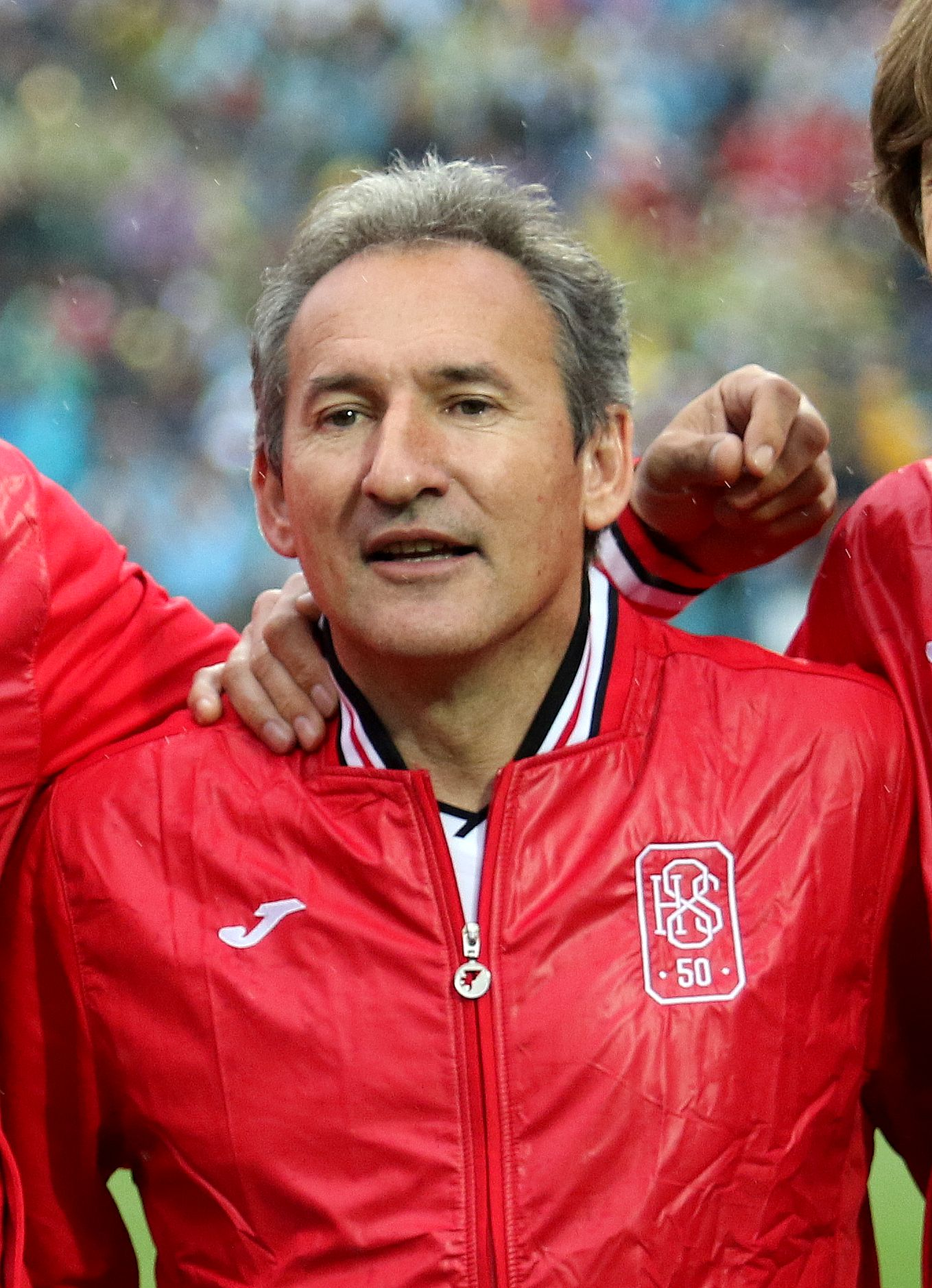
Aitor Begiristain Mujika com casaco esportivo vermelho

Aitor Begiristain Mujika, mais conhecido como Txiki Begiristain (Olaberria, 12 de agosto de 1964) é um ex-futebolista basco, que atuava como defensor.

## Carreira

### Real Sociedad e Barça
Dividiu quase toda a sua carreira, estendida de 1982 a 1999, entre a Real Sociedad e o Barcelona, onde, ao lado de integrantes da grande geração basca da época, como José Mari Bakero, Andoni Zubizarreta, Julio Salinas e Ion Andoni Goikoetxea, fez parte do chamado Dream Team que deu ao Barça seu primeiro título na Liga dos Campeões da UEFA.

### Deportivo e Urawa
Em 1995, depois de mais de 400 jogos disputados pelo Barcelona, jogaria duas temporadas no Deportivo La Coruña e outras duas no Urawa Red Diamonds, do Japão. No Deportivo, logo após a sua estreia, marcou um dos gols da vitória na decisão da Supercopa da Espanha de 1995 sobre o Real Madrid, no Santiago Bernabéu.
"Txiki Begiristain", como é conhecido, foi diretor de futebol do Barcelona no mandato de Joan Laporta. Pela Seleção Espanhola, participou da Copa do Mundo de 1994.

## Seleção Espanhola
Begiristain jogou 22 partidas e marcou seis gols atuando pela Espanha, fazendo sua estreia em uma derrota por 2 a 1 contra a Tchecoslováquia em 24 de fevereiro de 1988, em um amistoso jogado em Málaga.
Ele representou a Espanha no Campeonato Europeu de Futebol de 1988 e na Copa do Mundo FIFA de 1994, jogando seu último jogo na última competição, numa vitória por 3 a 0 contra a Suíça, onde ele marcou um gol de pênalti.

### Gols
| #  | Data       | Estádio                                             | Adversário     | Gol | Final | Competição                    |
| -- | ---------- | --------------------------------------------------- | -------------- | --- | ----- | ----------------------------- |
| 1. | 22/01/1989 | Ta' Qali National Stadium, Ta' Qali, Malta          | Malta          | 0–2 | 0–2   | Eliminatórias da Copa de 1990 |
| 2. | 11/03/1992 | José Zorrilla, Valladolid, Espanha                  | Estados Unidos | 1–0 | 2–0   | Amistoso                      |
| 3. | 16/12/1992 | Ramón Sánchez Pizjuán, Seville, Espanha             | Letónia        | 4–0 | 5–0   | Eliminatórias da Copa de 1994 |
| 4. | 16/12/1992 | Ramón Sánchez Pizjuán, Seville, Espanha             | Letónia        | 5–0 | 5–0   | Eliminatórias da Copa de 1994 |
| 5. | 24/02/1993 | Benito Villamarín, Seville, Espanha                 | Lituânia       | 3–0 | 5–0   | Eliminatórias da Copa de 1994 |
| 6. | 2/07/1994  | Robert F. Kennedy, Washington, D.C., Estados Unidos | Suíça          | 3–0 | 3–0   | Copa do Mundo FIFA de 1994    |

## Diretor
Depois de se aposentar como jogador, Begiristain trabalhou para a Televisió de Catalunya antes de se tornar diretor de futebol no ex-clube Barcelona, aonde ocupou essa posição de 2003 até 29 de junho de 2010: naquele dia ele declarou que, com a saída do então presidente Joan Laporta, era o momento certo para ele se separar da organização também.
Em 28 de outubro de 2012 Begiristain juntou-se ao Manchester City na Premier League, no mesmo cargo que ocupava no Barça.

## Títulos
Real Sociedad
- Copa del Rey: 1986–87
- Supercopa da Espanha: 1982

Barcelona
- Liga dos Campeões da UEFA: 1991–92
- La Liga: 1990–91, 1991–92, 1992–93, 1993–94
- Taça dos Clubes Vencedores de Taças: 1988–89
- Supercopa da UEFA: 1992
- Copa del Rey: 1989–90
- Supercopa da Espanha: 1991, 1992, 1994

La Coruña
- Supercopa da Espanha: 1995